# Bissone
Bissone (zastarale německy Byssen) je obec ve švýcarském kantonu Ticino. Žije zde 923 obyvatel. Leží na břehu Luganského jezera, asi 6 kilometrů jihovýchodně od Lugana.

## Geografie

Bissone společně s přehradou (1963)

Obec leží v nadmořské výšce 276 m na břehu jižního ramene Luganského jezera, naproti obci Melide, se kterou je spojena stejnojmennou přehradní hrází. Vesnice, leží přímo u jezera, ale od „vnitrozemí“ je dnes odříznuta dálnicí A2 a úsekem Gotthardské dráhy Lugano–Chiasso. Obcí prochází hlavní silnice č. 2.
Sousedními obcemi jsou italská exkláva Campione d'Italia na severu, Arogno na východě, Val Mara na jihu a Melide na západě.

## Historie
Vesnice je zmiňována v letech 735 a 854 jako Blixuni; v 10. století zde vlastnil majetek klášter San Salvatore u Pavie, stejně jako klášter Sant'Ambrogio z Milána. Ve 2. polovině 15. století byla centrem odporu ghibellinů. Ve středověku se na místě dnešní Casa Tencalla nacházel hrad (zmiňovaný v roce 1054, doložený ještě v letech 1439 a 1504).
Po 15. listopadu 1798 si zde patrioti a cisalpinisté zřídili své sídlo, které opevnili a odkud podnikali své výpady do okolí. Dne 23. února Bissone vstoupil do republiky Pieve Riva San Vitale; 3. března na něj zaútočili luganští; ti z něj vyhnali obránce, ukořistili pět děl a dva prapory a zajali asi třicet lidí. V roce 1803 bylo Bissone připojeno k okresu Ceresio, předtím provizorně patřilo k okresu Morcote.

## Obyvatelstvo
| Rok            | 1696 | 1850 | 1900 | 1950 | 1970 | 1980 | 1990 | 2000 | 2005 | 2010 | 2020 |
| Počet obyvatel | 260  | 302  | 318  | 397  | 587  | 646  | 697  | 773  | 803  | 845  | 948  |

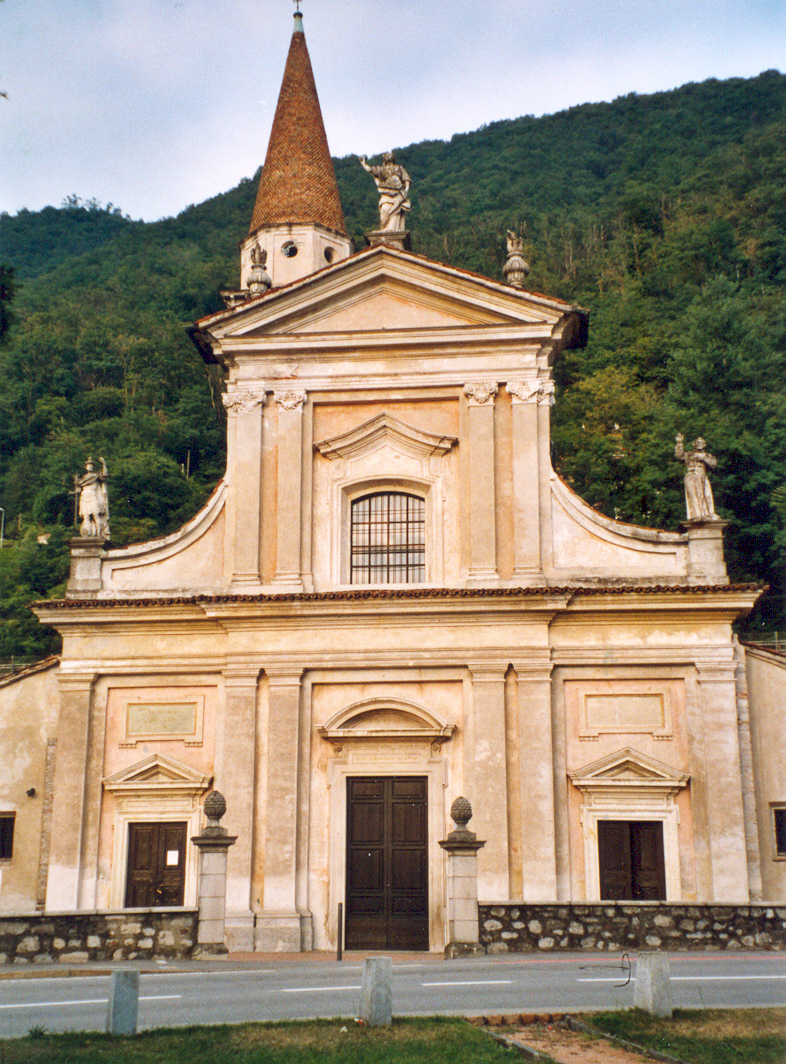
Kostel Chiesa San Carpoforo

Obec se nachází v jižní části kantonu Ticino, která je jednou z italsky mluvících oblastí Švýcarska. Převážná většina obyvatel obce tak hovoří italsky.

## Pamětihodnosti
Původní stará část obce je zapsaná v seznamu ochrany vesnic Švýcarska (ISO) - je působivou ukázkou výjimečného charakteru se starými paláci s kamennými arkádami. Rovněž za pozornost stojí kostel San Rocco (17. století a zvláště San Carpoforo (postavený ve středověku, 1630 barokizován).

## Doprava
Každý den projede obcí po dálnici A2 více než 50 000 aut. Kromě toho zde jezdí 200 vlaků a doprava z kantonální silnice. V současné době úřady plánují výstavbu protihlukové stěny za 70 milionů švýcarských franků. Protože se však nepředpokládá, že by poskytla dostatečnou ochranu, vznikl proti těmto plánům mezi obyvateli velký odpor. Jednou z diskutovaných alternativ je projekt architekta Davida Coreho, který navrhuje zakrýt obě silnice a železniční trať a získaný prostor využít pro výstavbu bytových domů s výhledem na jezero.

## Osobnosti
- Domenico Gagini (asi 1426–1492) - sochař
- Antonius Tencalla (†1628) - dvorní kamenický mistr a sochař
- Pietro Maino Maderno (asi 1592–1653) - dvorní sochař, od 1649 šlechtic
- Francesco Borromini (1599–1667) - přední architekt baroka v Římě
- Francesco Caratti (1615–1666) - barokní architekt aktivní v Praze
- Bernardo Falcone (1620–1696) - sochař
- Carpoforo Tencalla (1626–1685) - malíř
- Giovanni Pietro Tencalla (1629–1702) - architekt
- Carlo Antonio Bussi (1658–1690) - malíř fresek